# Abbaye de Saint-Papoul
L'abbaye de Saint-Papoul est une ancienne abbaye bénédictine située à Saint-Papoul dans le département de l'Aude, à quelques kilomètres de Castelnaudary et de Carcassonne. De 1317 jusqu'à la Révolution française, l'abbaye est le siège du diocèse de Saint-Papoul et l'église abbatiale devient cathédrale. Aujourd'hui, c'est l'un des 22 sites du Pays cathare. Depuis 2009, l'abbatiale est le siège de l'évêque titulaire de Saint-Papoul.
L'abbaye fait l’objet d’un classement au titre des monuments historiques depuis 1846, ainsi qu'une inscription en 2007.

## Histoire

### Saint Papoul

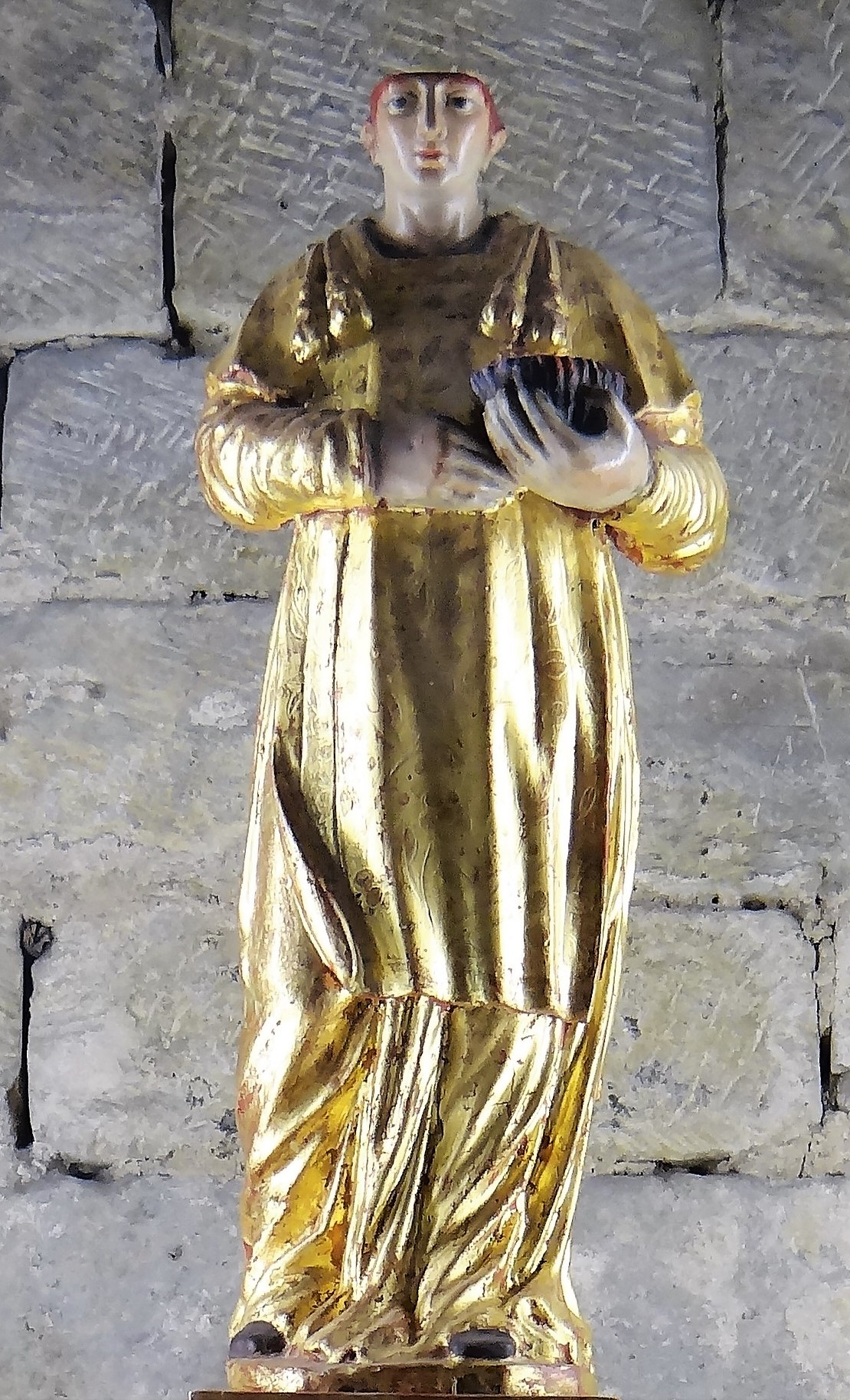
Buste reliquaire de saint Papoul en bois doré du XVIIIe siècle. Le saint porte dans sa main sa calotte cranienne rappelant son martyre.

La tradition fait de saint Papoul un disciple de saint Sernin venu évangéliser le Lauragais. Cependant, saint Sernin / Saturnin a vécu au IIIe siècle et saint Papoul est un ermite du Ve ou VIe siècle. Ce n'est qu'au XIe siècle que les cultes des deux saints ont été associés.
Une autre tradition fait de saint Papoul un disciple de saint Pierre, alors évêque d'Antioche, envoyé en Gaule avec saint Saturnin pour évangéliser la région de Toulouse. Il existait à 3,5 km au sud-est de Payra-sur-l'Hers le castrum d'Antioche, nom peut-être rapporté par les croisés, connu aujourd'hui sous le nom de « La Tour ». La grande forêt avoisinante portait aussi le nom d'Antioche. On y trouvait à l'époque de saint Papoul un ermitage dédié à saint Pierre. Cette version de la vie de saint Papoul est celle donnée par un moine du Bec, Flavius Anselmus, rédigée au XIIIe siècle, d'après les bollandistes. Cette Vie de saint Papoul a dû être rédigée après la découverte du corps de saint Papoul et de trois des premiers successeurs de saint Saturnin, en 1265. L'évêque de Lodève, Bernard Gui, a repris le texte de la Vita Sancti Papulus dans son Speculum Sanctorale rédigé en 1329.
Dans sa critique de la Vie de saint Papoul, l'abbé Duchesne a écrit : « En somme saint Papoul est de ceux dont le culte est ancien et l'histoire effacée ».
Le récit du martyre de saint Papoul mentionne qu'attaché à un arbre, battu, agenouillé et mains jointes, au lieu dit « L'Ermitage », le sommet de son crâne a été tranché d'un coup de glaive. Selon la légende, il se baisse alors pour ramasser le haut de son crâne ; à cet endroit jaillit une source. Une chapelle avait été construite à l'emplacement de sa décapitation, dans le vallon des Arnouls, à 8 km de Castelnaudary, 3 km de Saint-Papoul. Détruite à la Révolution et reconstruite en 1821, elle devint le but d'une procession annuelle. Certaines sources indiquent que le corps du saint avait été déposé dans la basilique Saint-Sernin, tandis que sa tête était restée à Saint-Papoul avant d'être transférée à Toulouse à une date inconnue.
Saint Papoul est fêté le 3 novembre.

### Abbaye de Saint-Papoul
La tradition fait établir l'abbaye au VIIIe siècle par les ermites qui se trouvaient près la chapelle et se seraient déplacés sur le lieu actuel. Elle est déjà assez importante quand elle est citée dans le capitulaire du 10 juillet 817 de l'empereur Louis le Pieux plaçant l'abbaye parmi les abbayes de troisième classe ne devant que des prières pour la prospérité de l'empereur et le bonheur de l'État.
L'abbaye réapparaît au concile de Toulouse, en 1068, avec son abbé, Raimond Ier, cité de nouveau à l'élection de l'abbé de Sorèze, en 1071. Le moine saint Bérenger y vécut au XIe siècle. Il mourut la nuit de l'Ascension, le 26 juin 1093 et sa tombe devint par la suite un lieu de pèlerinage. Aucune information ne nous est parvenue sur les bâtiments de cette époque.
L'abbaye est citée en 1119 dans une bulle du pape Calixte II parmi les possessions de l'abbaye d'Alet avec l'abbaye de Saint-Polycarpe et l'abbaye de Saint-Paul-de-Fenouillet. On ne connaît pas les raisons, ni la durée de ce rattachement.
L'abbaye n'est à nouveau mentionnée qu'en 1205, sous l'autorité de l'abbé Guillaume II. En 1209, l'abbaye est suffisamment riche pour acheter la seigneurie de Villespy. En décembre 1234, l'abbé de Moissac confie à l'abbé de Saint-Papoul la gestion de l'abbaye de Saint-Pierre de Camprodon, alors en lutte pour retrouver son autonomie. Quand l'abbé Bernard de Milhau arrive pour prendre le contrôle de la gestion de l'abbaye, l'évêque de Gérone s'y oppose et excommunie l'abbé. En 1254, l'abbé octroie des droits aux habitants du village pour en assurer le développement.
Pendant la croisade des Albigeois, l'abbaye joue un rôle mineur. Jourdain de Roquefort, seigneur cathare, est inhumé dans le cloître. La même année, l'abbé de Saint-Papoul acquiert la seigneurie de Saint-Papoul de cette famille. En 1241, l'abbaye est prise par une cinquantaine de cathares venus délivrer deux Bons Hommes.
Les éléments romans de l'abbatiale, la tour-porche et la plus grande partie du chœur, l'abside et l'absidiole nord, datent de la fin du XIIe siècle ou du début du XIIIe siècle, contemporains du maître de Cabestany qui a sculpté les chapiteaux et les modillons du chevet. Certains modillons ont disparu quand des fenêtres hautes ont été percées au-dessus des fenêtres romanes. Vers 1971, des modillons ont été retrouvés au sud du chevet, cachés par la toiture de l'absidiole sud. Au cours de la restauration de 1923 a été mise au jour la toiture du chevet roman formée de dalles de pierres montrant des imbrications tronconiques. On peut voir à la liaison du chevet avec la nef de curieux chapiteaux d'aspect archaïque, peut-être les vestiges d'une église plus ancienne.
Le cloître est caractéristique du gothique languedocien du début du XIVe siècle. Il a dû remplacer un cloître plus ancien comme semblent le montrer les pierres funéraires des abbés Olric et Géraud II ainsi qu'une épitaphe datée de 1227.
La liste des abbés de Saint-Papoul donnée dans l'Histoire générale du Languedoc est incomplète :
- Guillaume, cité dans un manuscrit de l'évêque Pierre Soybert,
- Raimond, ayant participé au concile de Toulouse en 1068, et à l'élection de l'abbé de Sorèze en 1071,
- Géraud,
- Olric ou Ulric, décédé dans la seconde moitié du XIIe siècle, cité par Pierre Soybert,
- Guillaume II, ayant souscrit à une donation faite à l'abbaye de Lagrasse en 1205,
- Pierre de Saint-Germain, abbé en 1209,
- Bernard Ier de Milhau, abbé en 1230, ayant assisté à l'élection de l'abbé d'Alet en 1234,
- Raimond II de Altinhaco, cité en 1244 et 1249,
- Géraud II, abbé en 1250, mort en avril 1255,
- Bernard II de La Tour, cité en 1284, 1290, 1299 et 1309. Le 11 juillet 1317, il fut nommé premier évêque de Saint-Papoul, et mourut le 27 décembre de la même année.

### Évêché de Saint-Papoul
Le 11 juillet 1317, le pape Jean XXII érige l'évêché de Saint-Papoul, et l'église abbatiale en devient la cathédrale. La bulle de délimitation du diocèse est publiée le 22 février 1318 et mentionne cinquante églises, chapelles, prieurés ou monastères,. Les statuts du nouveau chapitre de la cathédrale datent de 1320. Quatre prébendes sont suspendues pendant quatre ans pour financer la construction de nouveaux bâtiments. Le monastère a conservé une grande partie de sa constitution antérieure. Il est dirigé par un prieur-mage, avec douze chanoines à la place des douze moines. Le chapitre n'est sécularisé qu'en 1670.
Trente-quatre évêques vont se succéder jusqu'à la Révolution.
L'absidiole sud est agrandie et transformée en chapelle gothique, avec deux travées voûtées d'ogives et un chœur polygonal sous l'épiscopat de Guillaume de Cardailhac (1328-1347), dont l'enfeu est érigé contre le mur sud. Le mur nord reçoit quant à lui le tombeau de l'évêque François-Jean de Donadieu, mort en 1626.
En 1361, la cathédrale est pillée par les routiers, en 1412 par les Bourguignons, et en 1595 par les protestants. En 1367, un accord est passé entre l'évêque et les habitants du village pour la construction par ceux-ci d'une seconde fortification en complément du fort constitué par la cathédrale et la tour de l'évêque.
L'évêque Pierre Soybert commande des travaux de restauration des bâtiments laissés sans entretien et ayant subi un tremblement de terre, entre août 1426 et février 1431.
Aux XVIIe et XVIIIe siècles, l'abbaye connaît d'importantes restaurations et le palais épiscopal est reconstruit. En 1790, la cathédrale entretient même un petit corps de musique pour le service du culte, formé par un organiste, un chantre jouant aussi du serpent, et un enfant de chœur.
À la Révolution, l'évêché est supprimé et la cathédrale devient église paroissiale.

## Architecture

### Cloître
L'abbaye de Saint-Papoul s'organise autour d'un cloître de facture gothique réalisé entre la fin du XIIIe siècle et le début du XIVe siècle.
Le cloître est composé d'arcades en plein cintre retombant par l'intermédiaire d'un unique tailloir rectangulaire sur des chapiteaux doubles portés par des colonnettes géminées, majoritairement constituées de briques octogonales, empilées et enduites ou non. Le répertoire des chapiteaux est végétal (feuillages) ou animalier (griffons, monstres). Les scènes historiées sont regroupées contre les piliers (Adoration des Mages, Hérode et peut-être le martyre de saint Papoul).

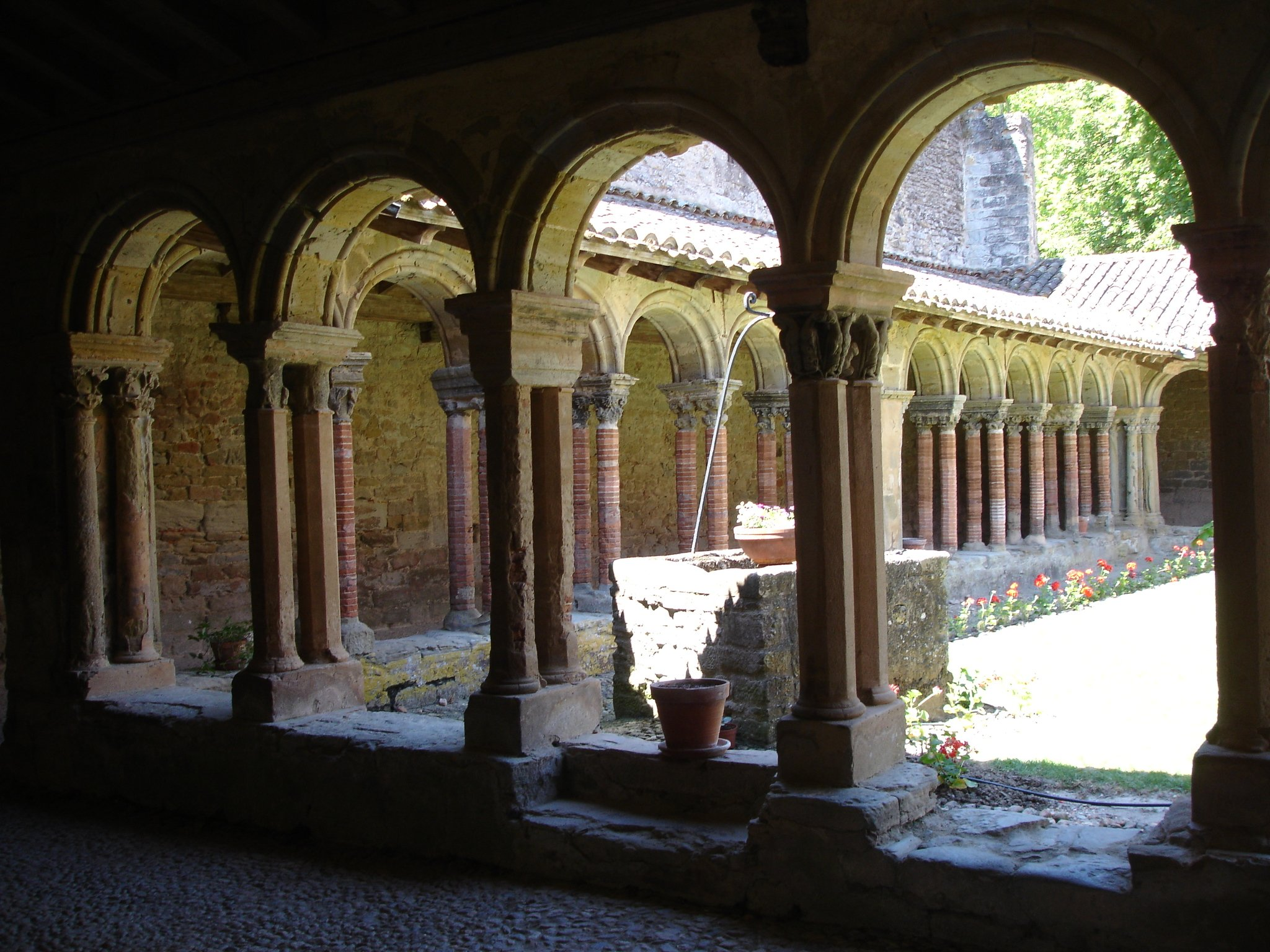
Cloître et puits de l'abbaye.

### Église abbatiale
Au nord du cloître se trouve l'église abbatiale, en grande partie romane (XIIe siècle). L'entrée se faisait primitivement à l'ouest, par un portail en plein cintre aujourd'hui muré. Ce portail s'ouvre sur la tour-porche, édifice massif de huit mètres de côté. La tour-porche a fait l'objet d'une restauration en 2018, durant laquelle le troisième niveau, arasé depuis une époque indéterminée, a été reconstruit.
À l'intérieur, la nef unique de quatre travées est surmontée d'une voûte en berceau brisé. Sur le flanc nord s'ouvrent quatre chapelles de dimensions très variables, dédiées à Notre-Dame de la Compassion, saint Pierre et saint Paul, Notre-Dame du Rosaire et saint Jean-Baptiste. Sur le flanc sud se trouve la chapelle de saint Papoul, qui abrite une statue du saint, portant sa calotte crânienne dans sa main.
Le chœur voûté en cul-de-four possède un décor en trompe-l'œil du début du XVIIIe siècle, de style baroque. Il est séparé de la nef par un baldaquin monumental en bois sculpté, doré et peint. L'absidiole nord est de style roman, l'absidiole sud ayant quant à elle été remplacée par une chapelle gothique.

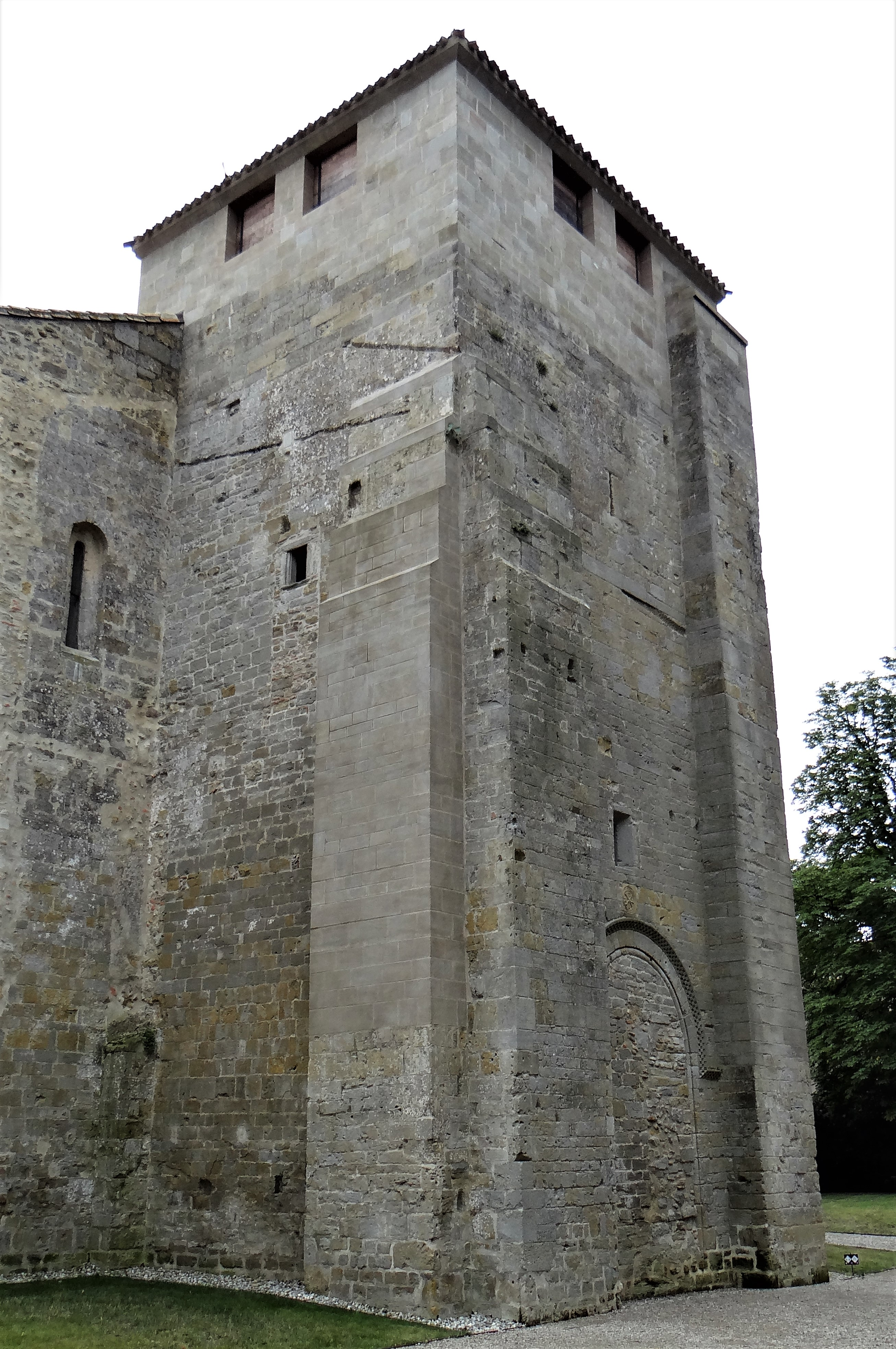
La tour-porche et l'ancienne porte romane de l'église, murée.
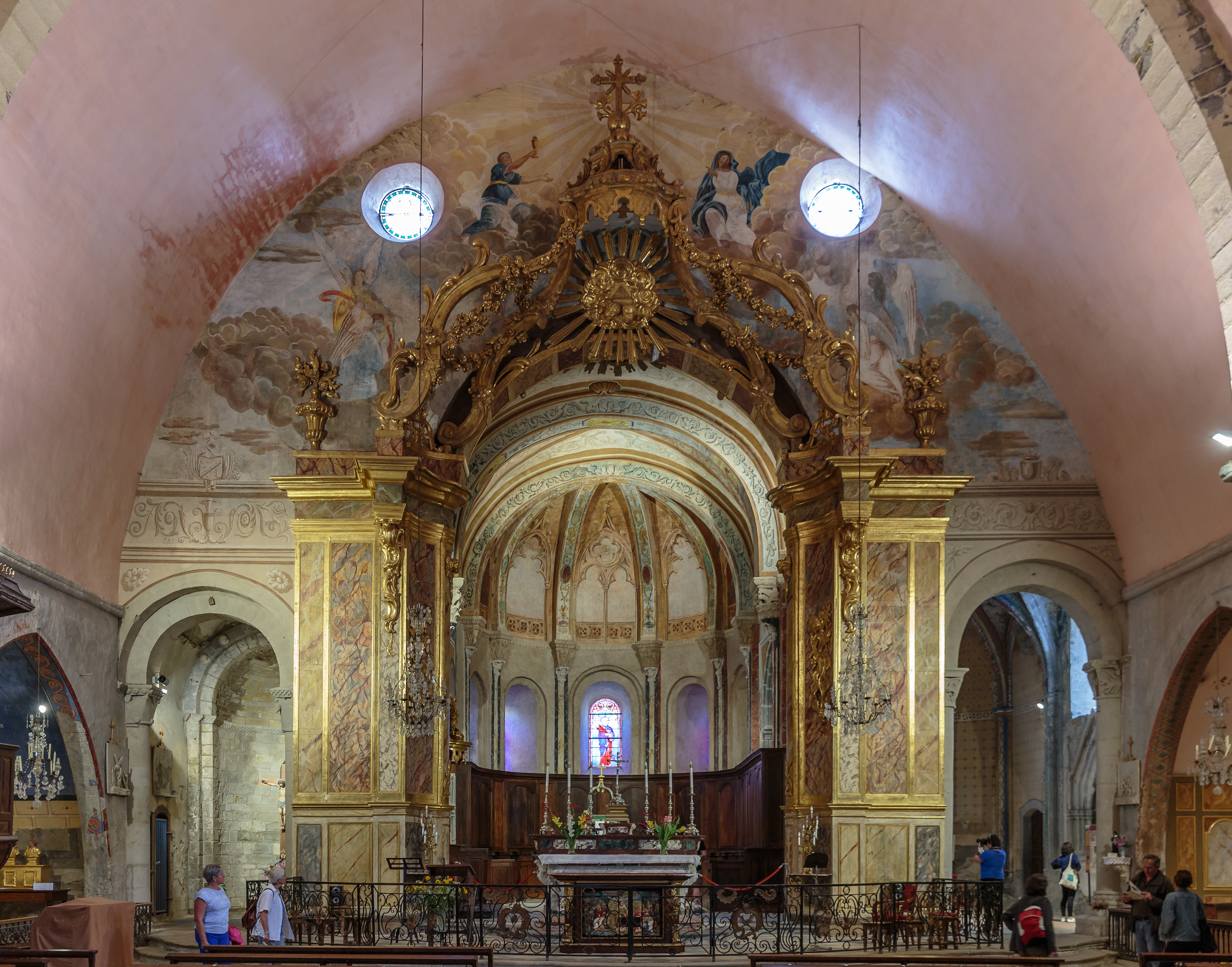
Chœur, baldaquin et maître autel de l'église.
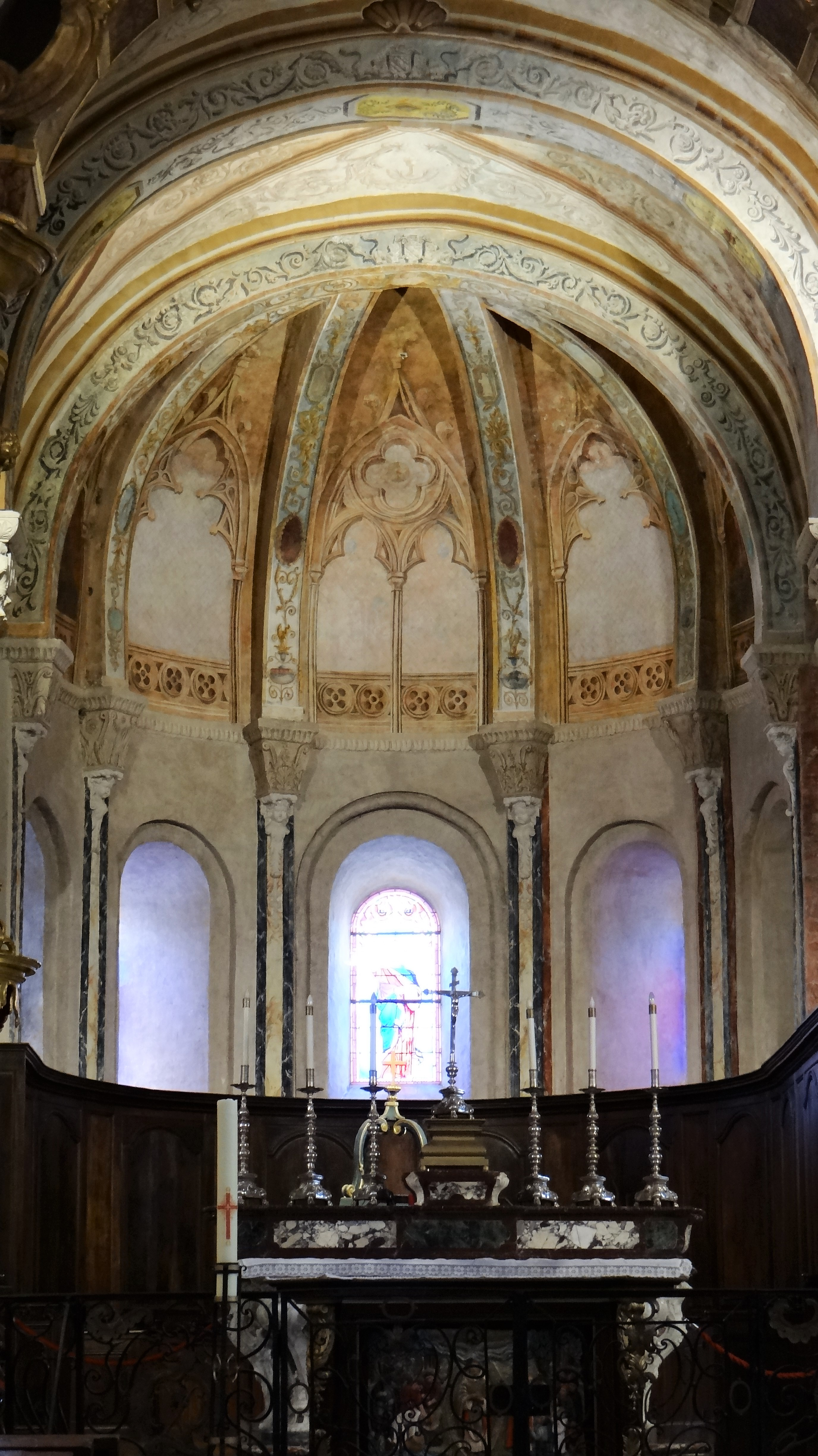
Chœur.
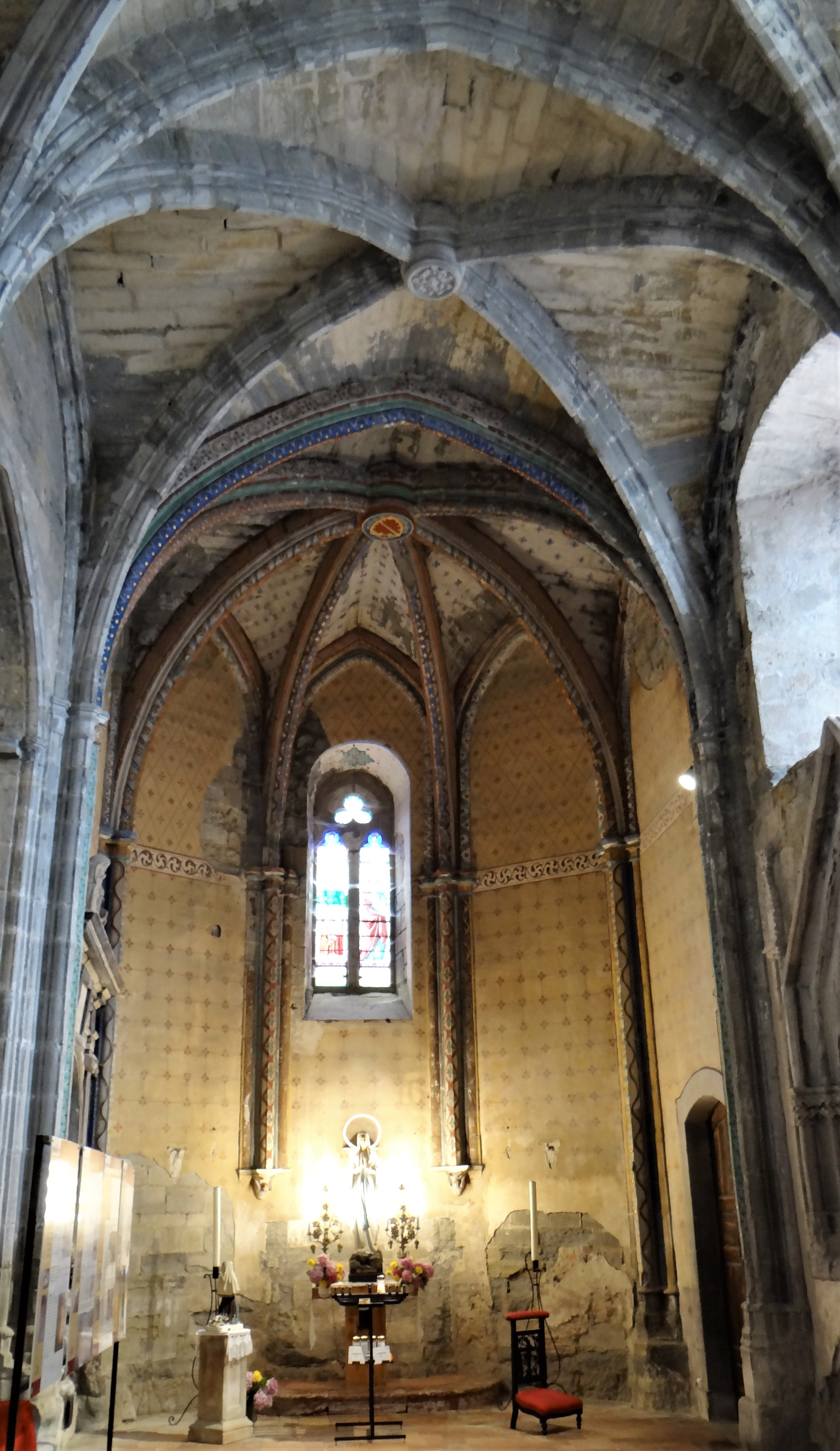
Absidiole sud.
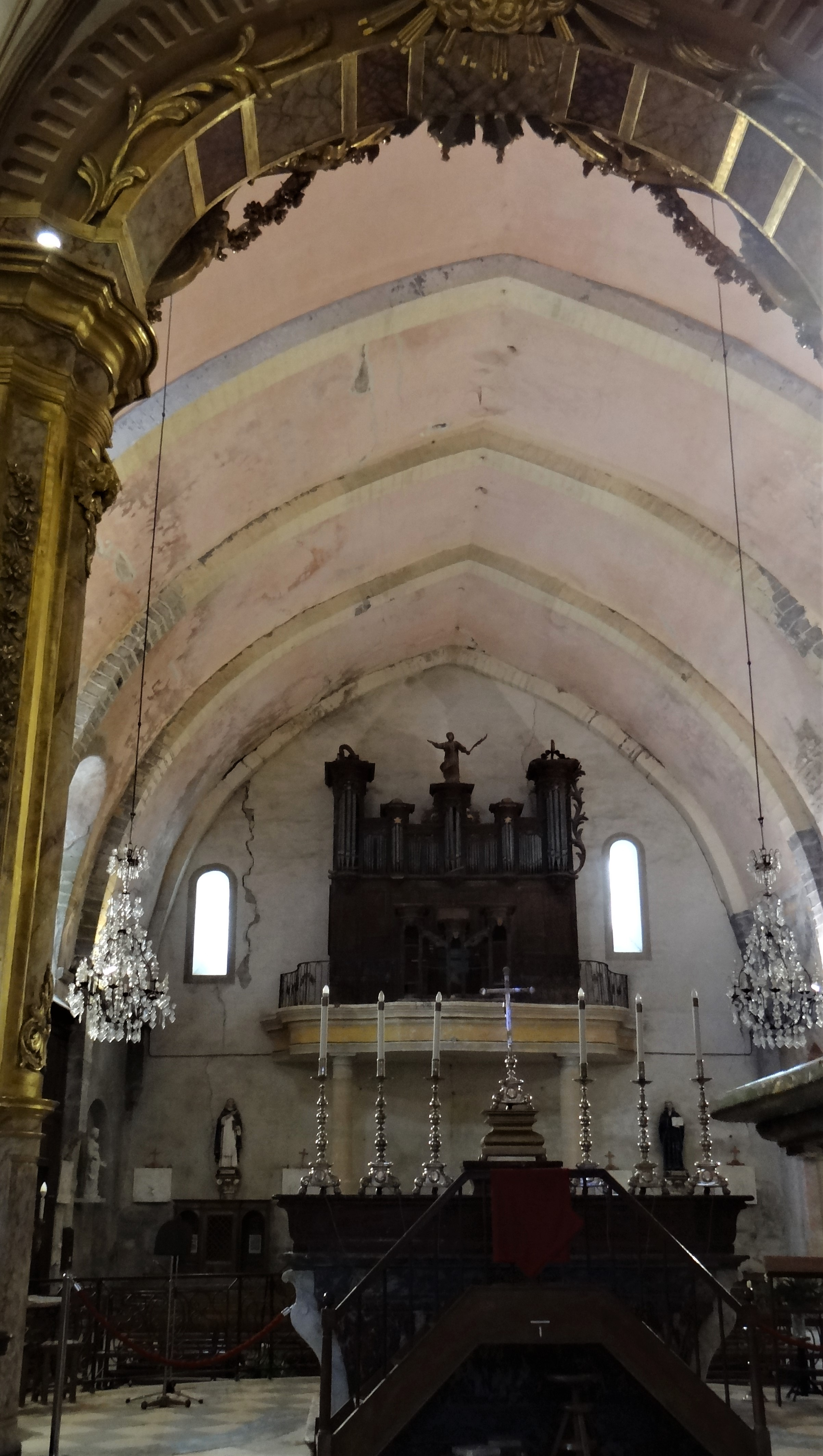
La nef vue depuis le chœur avec l'orgue.
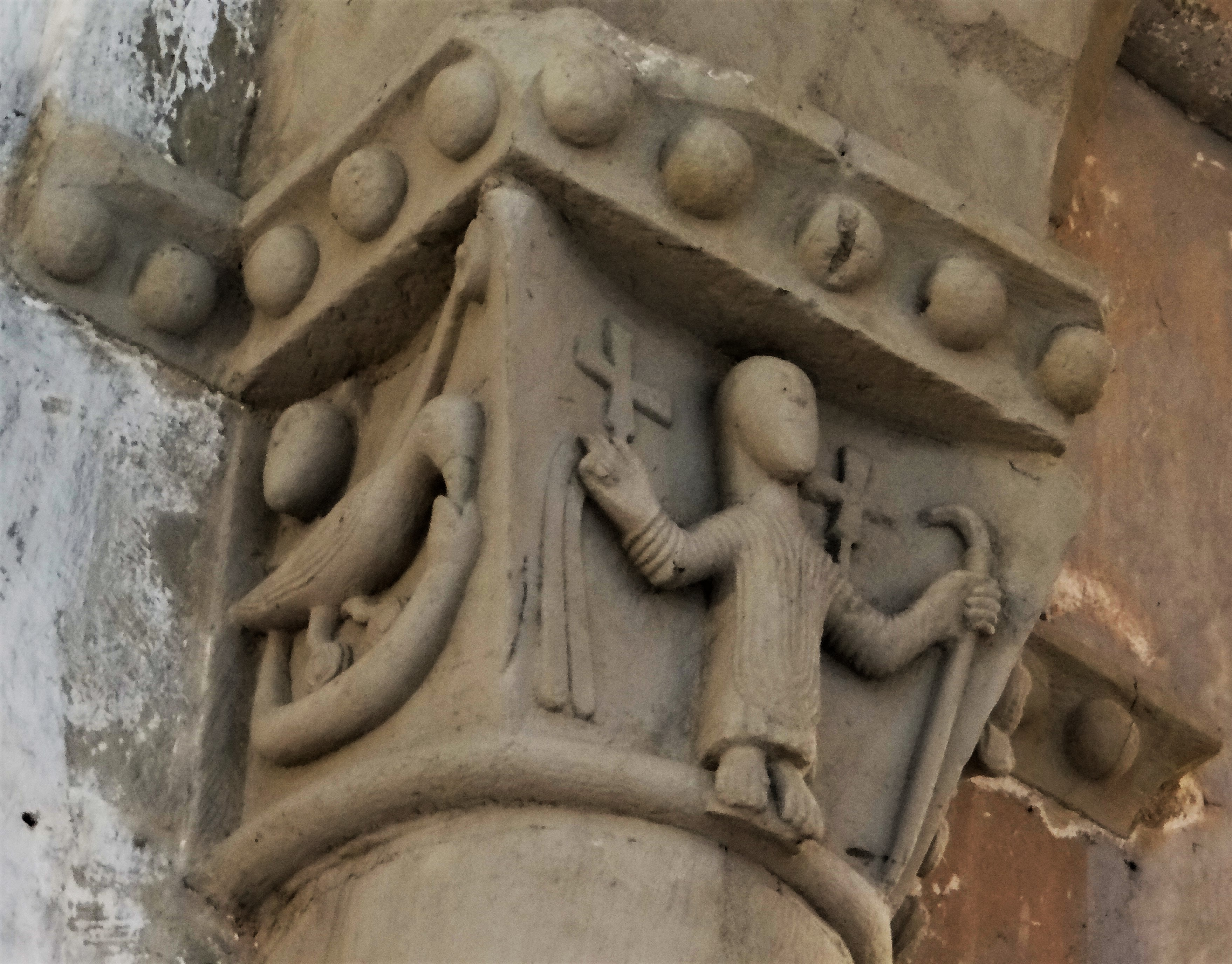
Chapiteau dans l'abbatiale.

À l'extérieur, le chevet roman possède une toiture originale composée de dalles de pierres taillées en « écailles de poisson ». L'abside et l'absidiole nord sont ornées de chapiteaux et de modillons attribués au fameux maître de Cabestany.

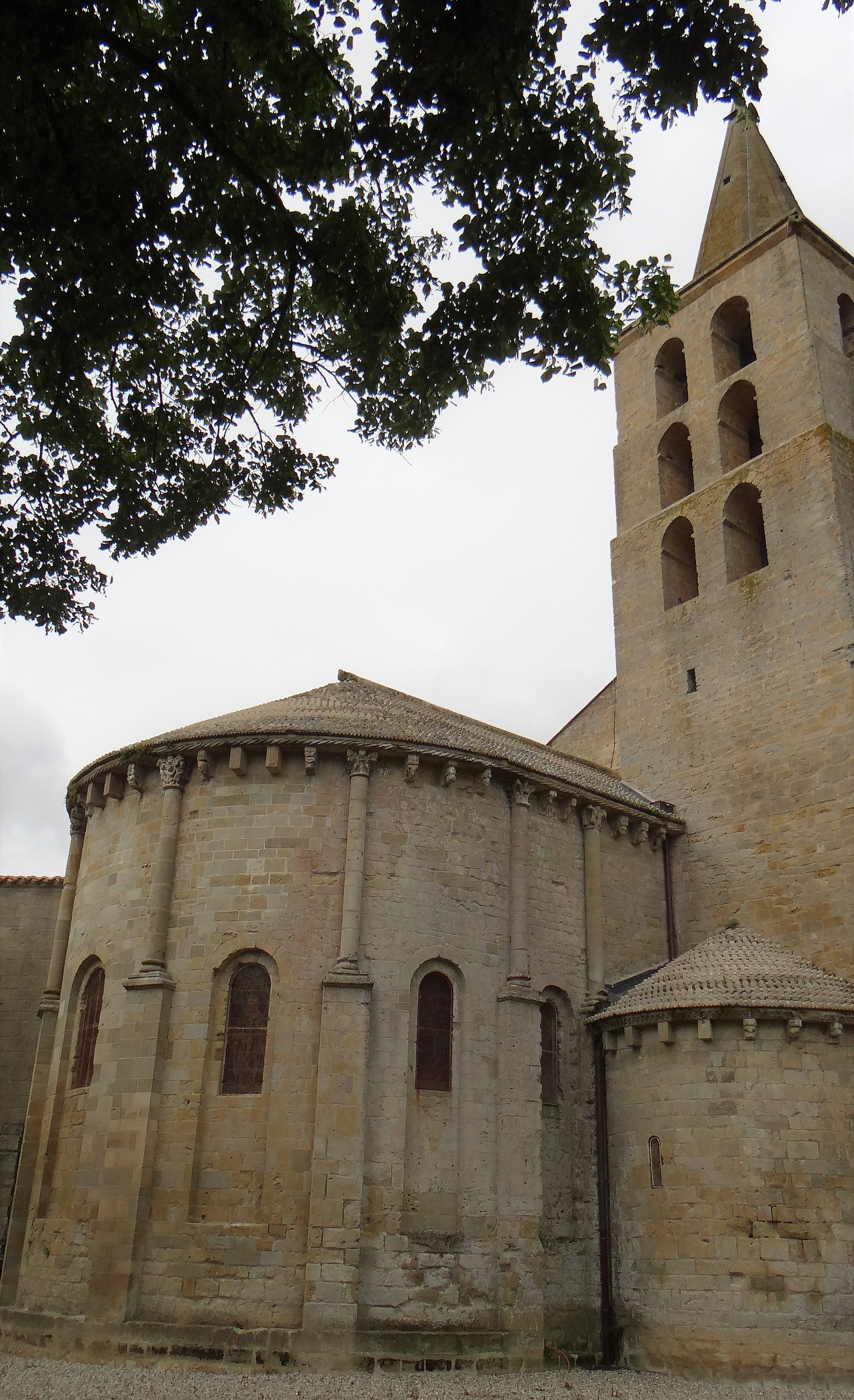
Le chevet et le clocher de l'abbatiale.
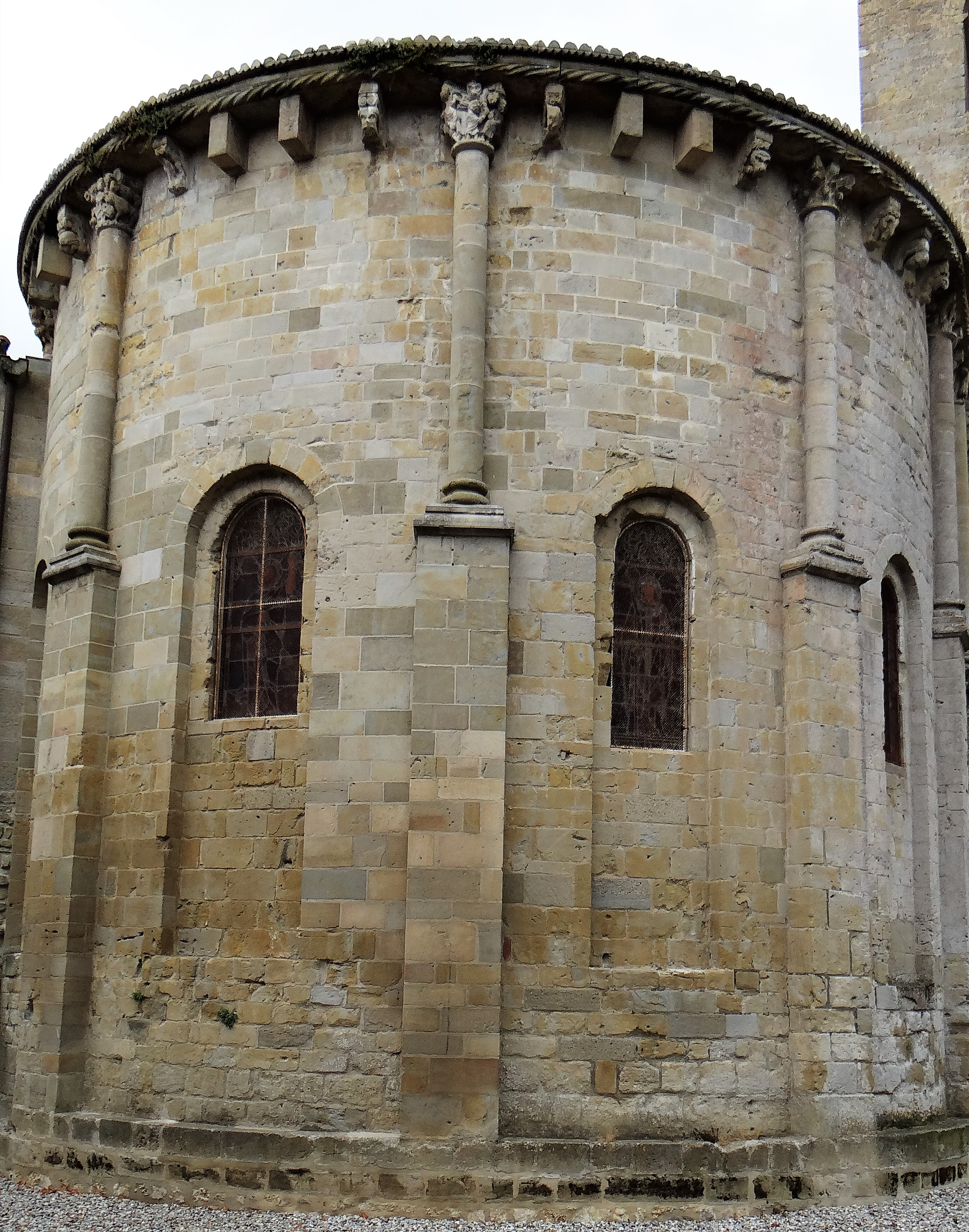
Le chevet de l'abside en hémicycle avec les sculptures du maître de Cabestany subsistantes.
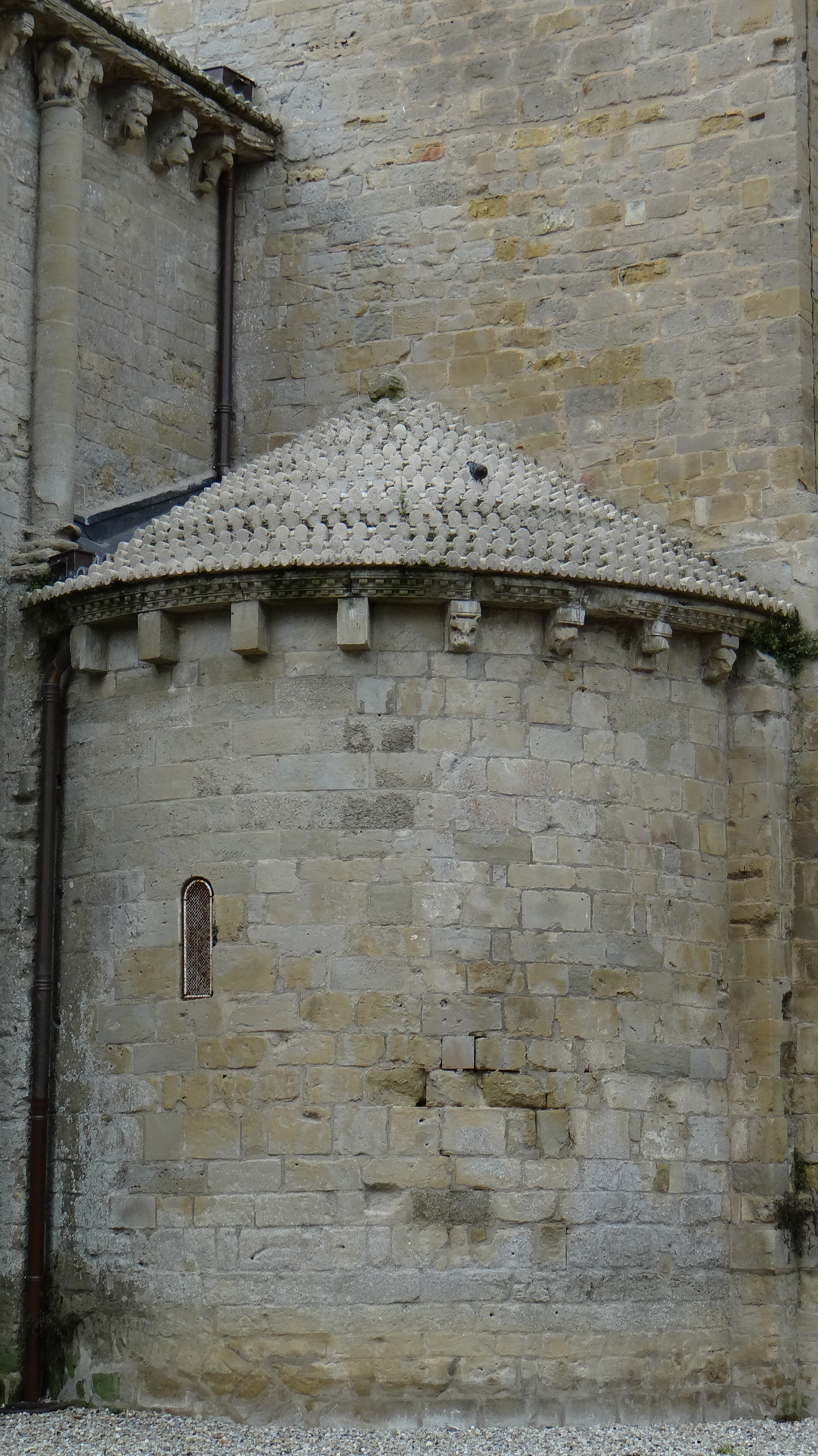
Absidiole nord.
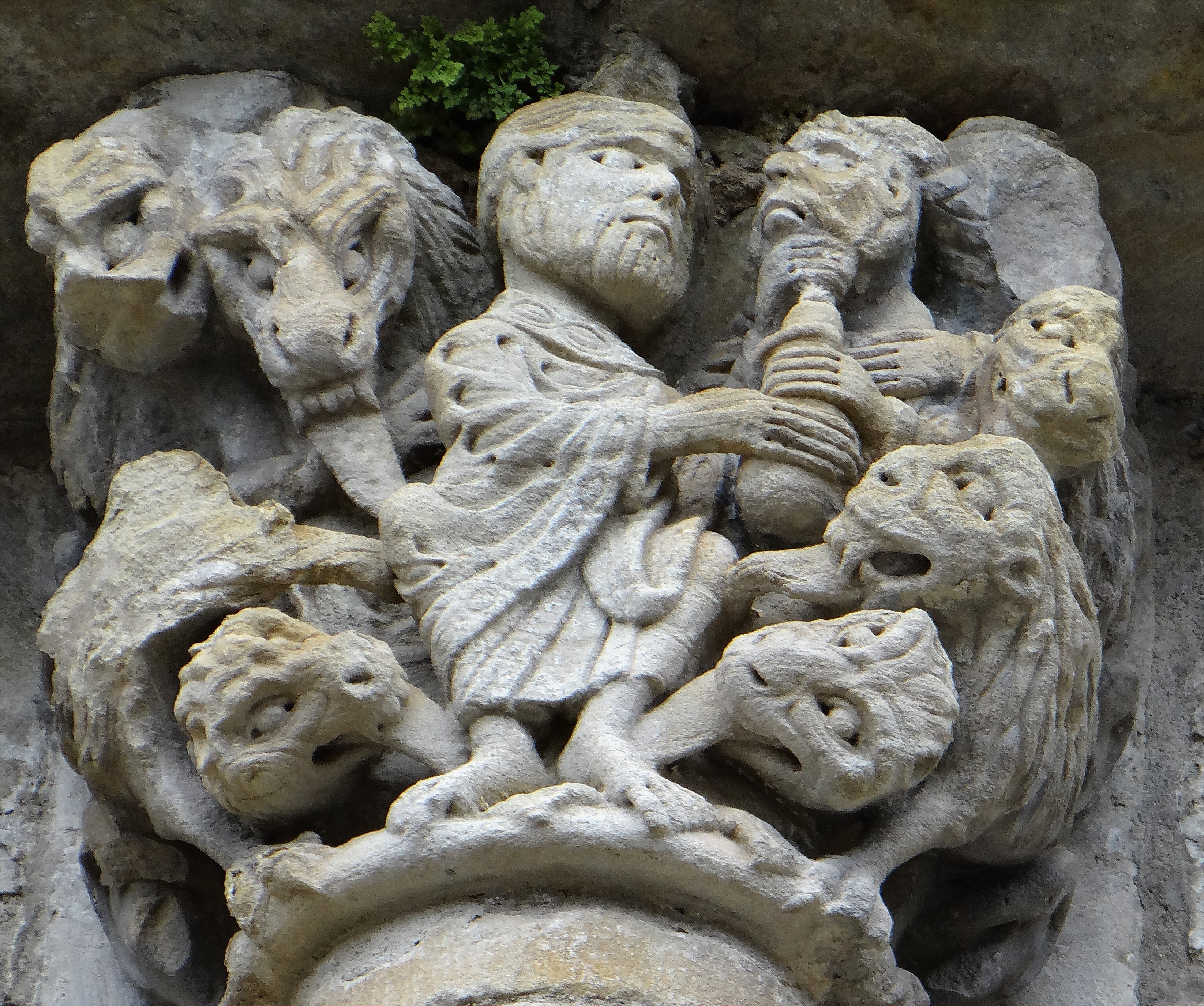
Le prophète Daniel dans la fosse aux lions.
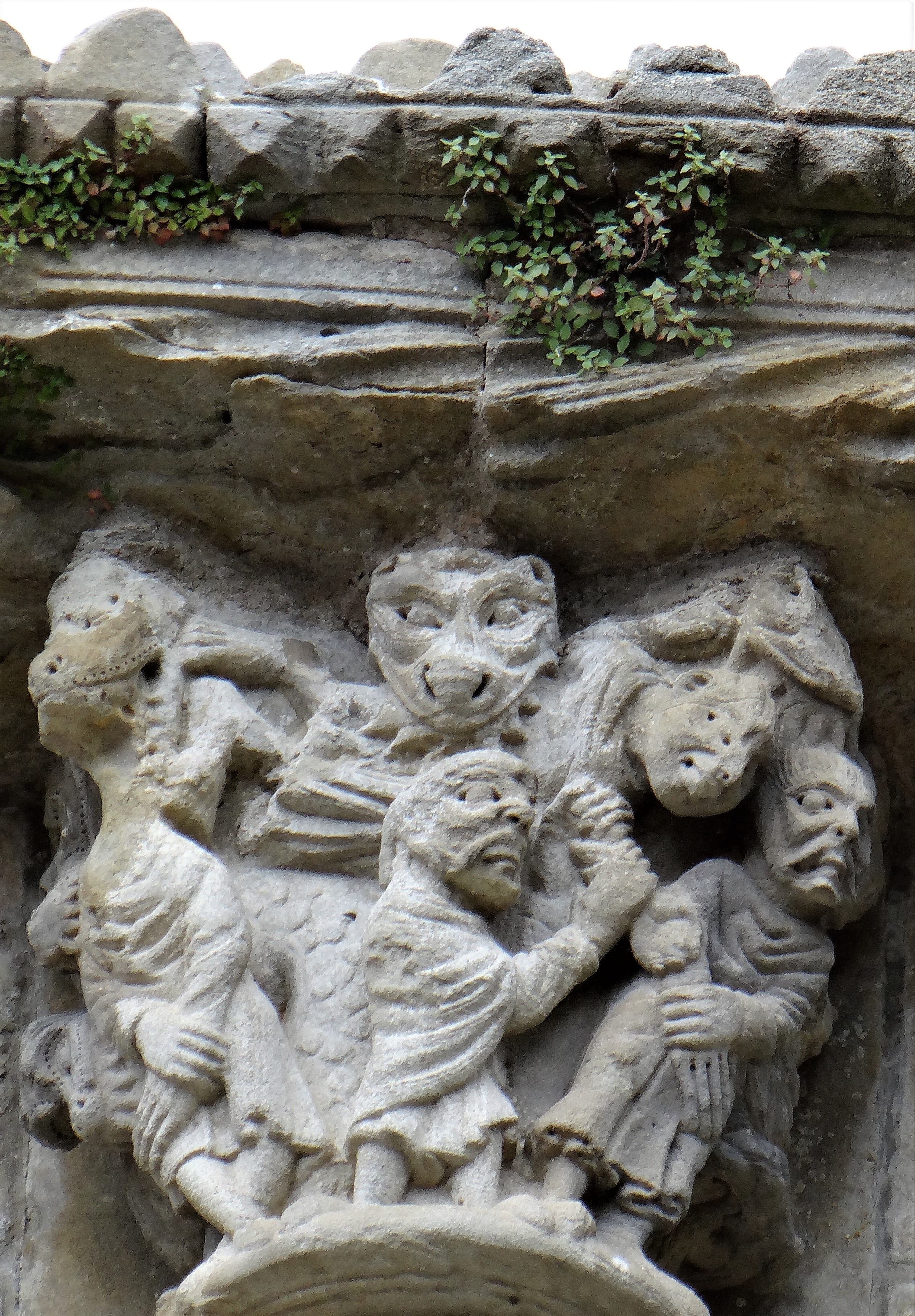
Le châtiment des Babyloniens calomniateurs.
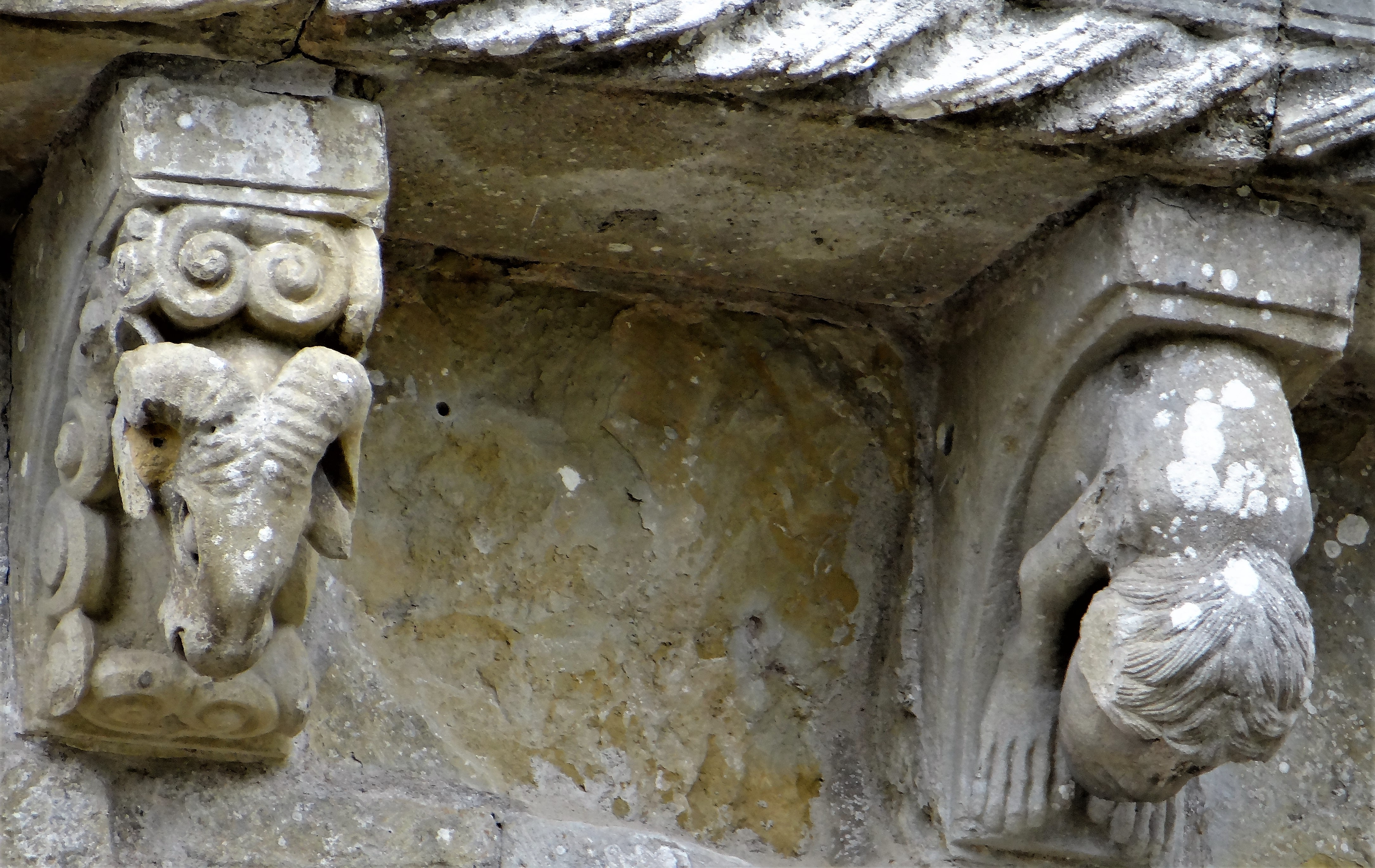
Modillons à têtes de bélier et d'homme.
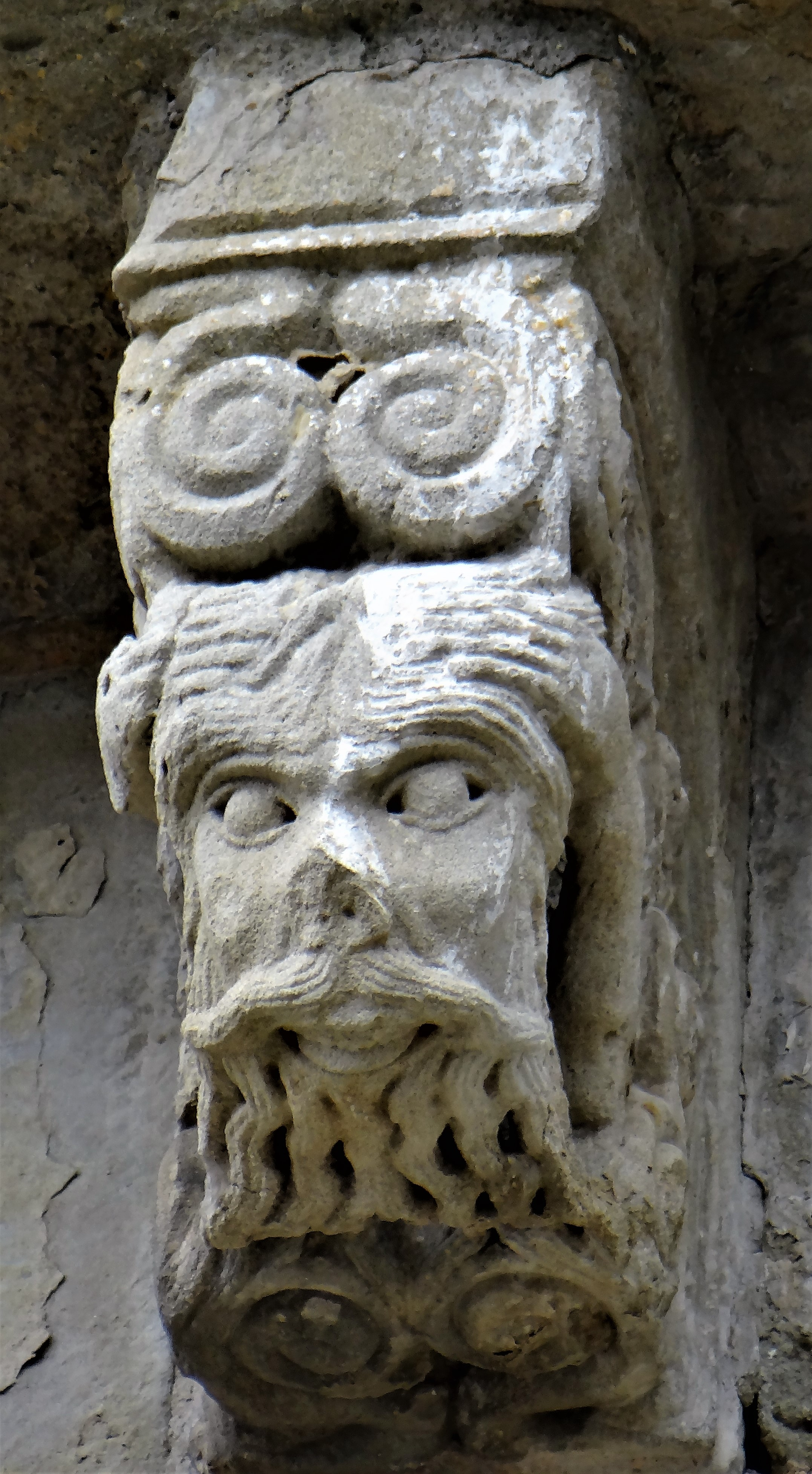
Modillon à tête d'homme barbu.
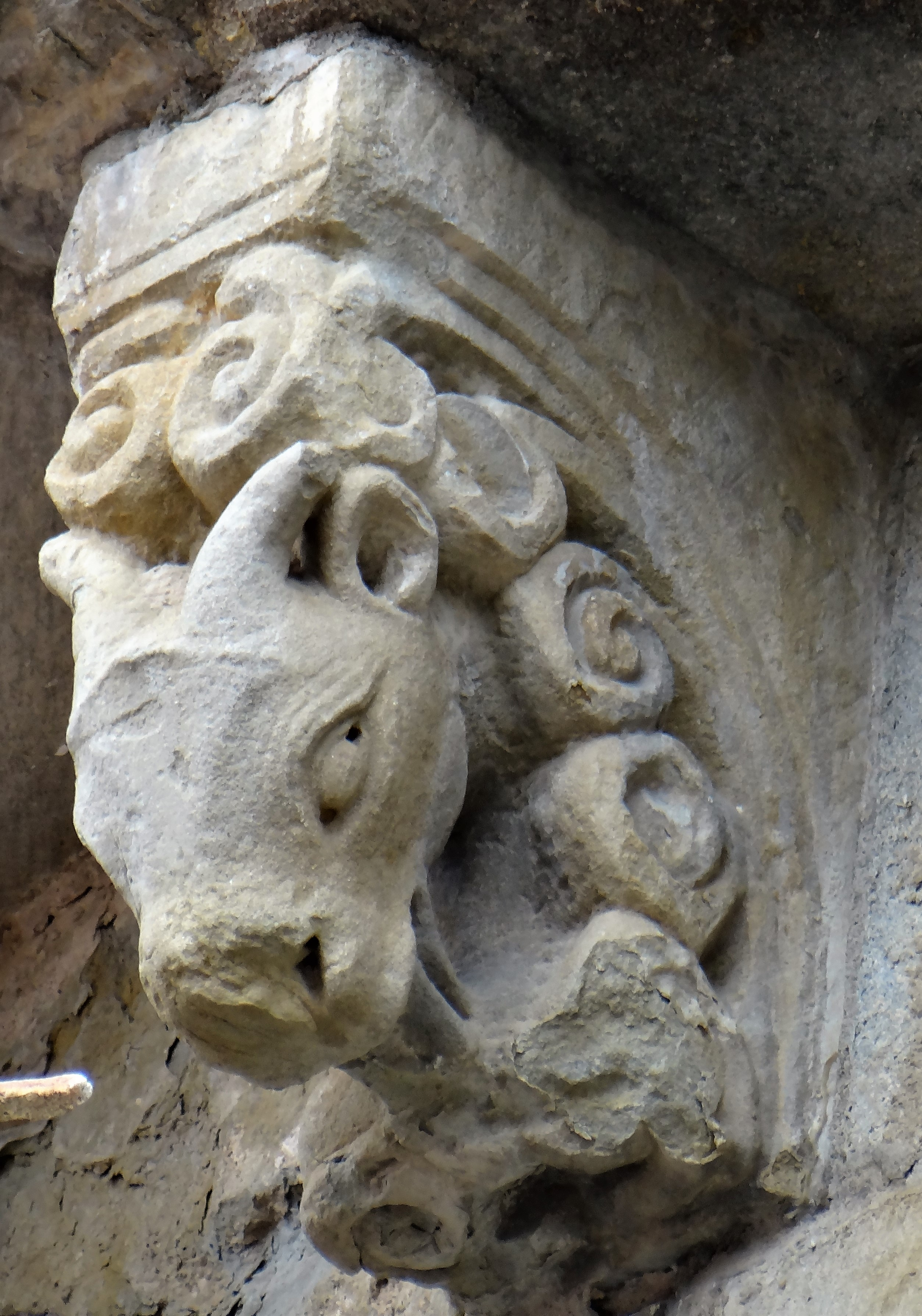
Modillon à tête de bovin.

### Salle capitulaire
La salle capitulaire ou salle du chapitre a été édifiée en même temps que le cloître. Sa voûte en croisée d'ogives porte les armes de l'abbé Bernard de La Tour, dernier abbé et premier évêque de Saint-Papoul (vers 1285 - 1317). 

### Réfectoire
Vaste pièce dotée de quatre arcs diaphragmes cintrés étayant une charpente en bois. À l’origine plus haute, elle a été abaissée au XVIIIe siècle. Encastré dans le mur, un tronçon d'escalier en colimaçon menant originellement à la chaire du lecteur hebdomadaire attestent de l'ancienne fonction de la pièce.
Elle abrite aujourd'hui des vitrines renfermant les objets en lien avec l’abbaye et une exposition permanente de moulages d’œuvres du Maître de Cabestany, célèbre sculpteur de la deuxième moitié du XIIe siècle.

## Décor et mobilier
L'église abbatiale conserve un mobilier classé au titre des monuments historiques datant pour la plupart du XVIIIe siècle :
- des stalles et un lutrin,
- un groupe Vierge de Pitié,
- un tableau représentant Le Christ en croix entre la sainte Vierge, saint Jean-Baptiste, sainte Madeleine, sainte Catherine et saint Jean, du XVIIe siècle,
- des bustes-reliquaires,
- le monument funéraire de François-Jean de Donadieu, évêque de Saint-Papoul au XVIIe siècle.

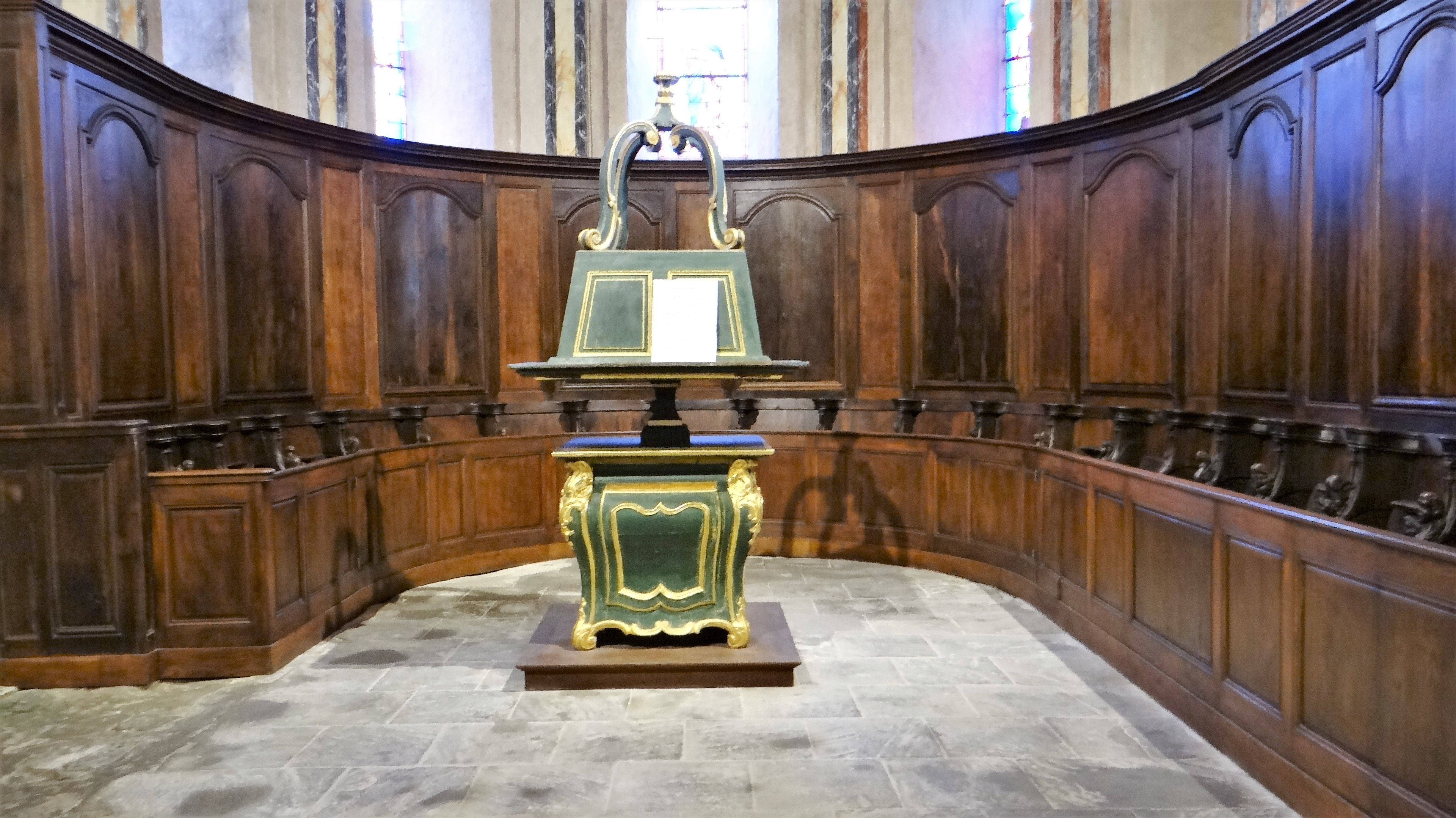
Stalles et lutrin.
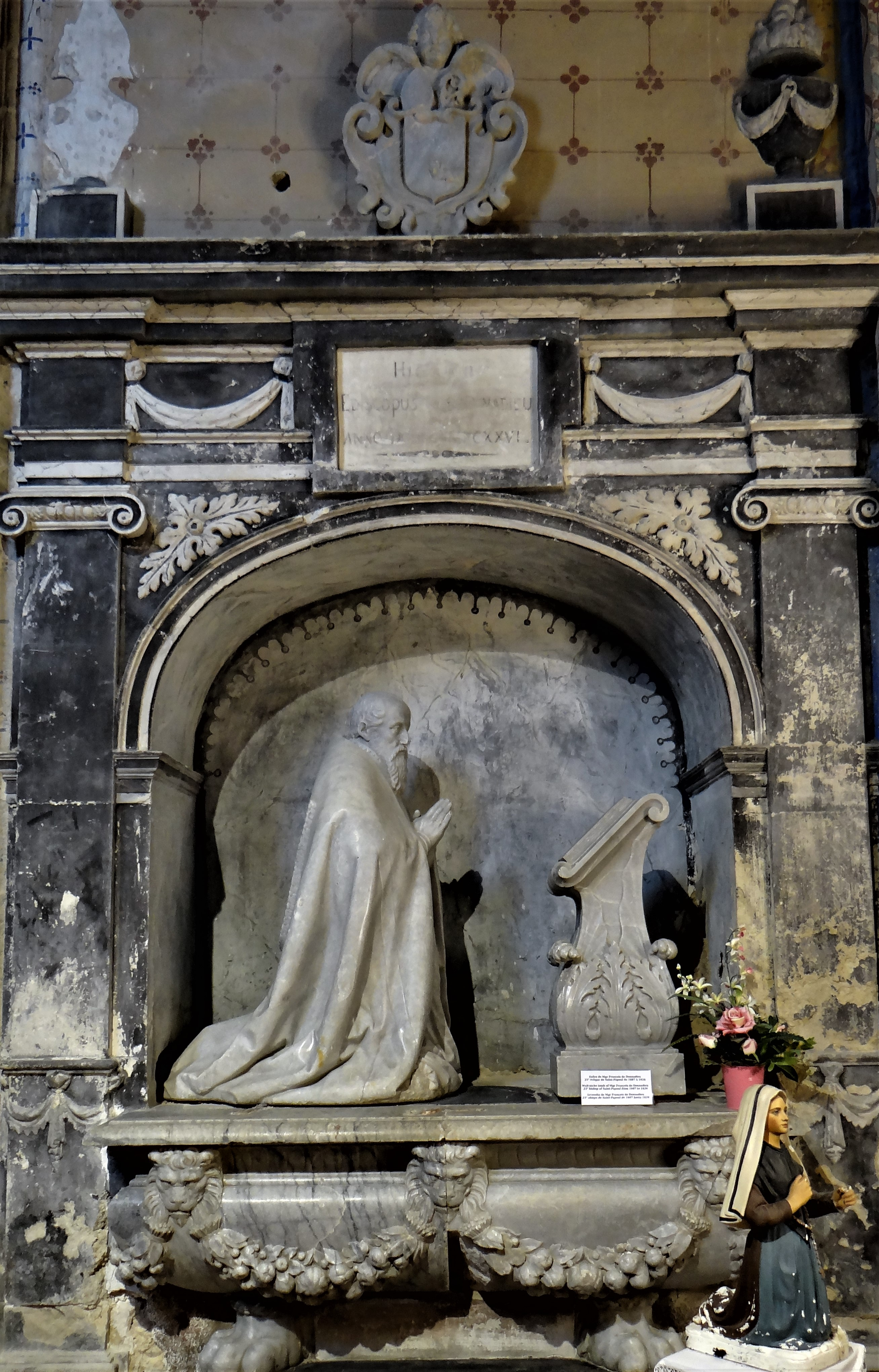
Tombeau de François de Donadieu.
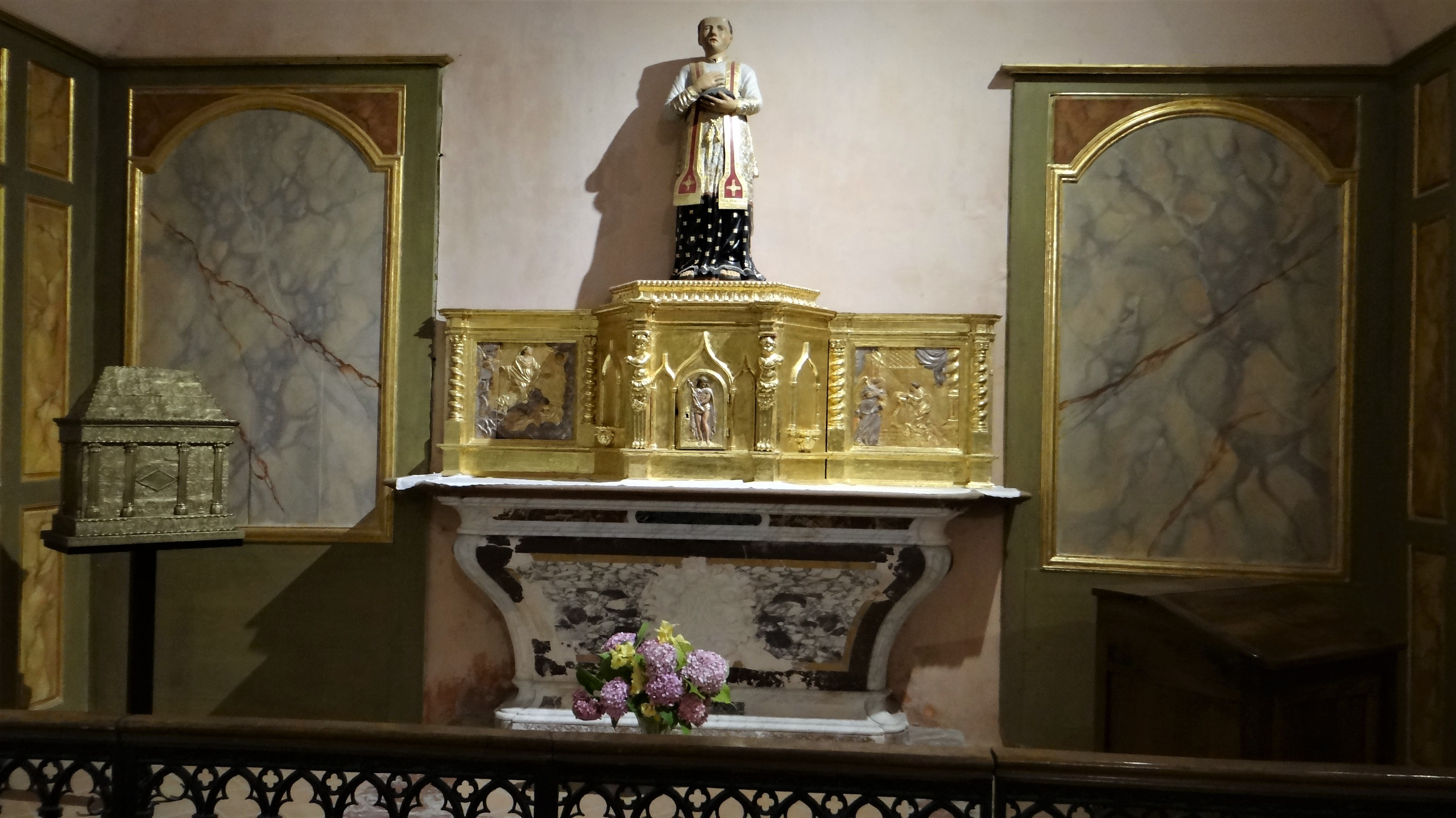
Statue de saint Papoul, reliquaire et tabernacle.
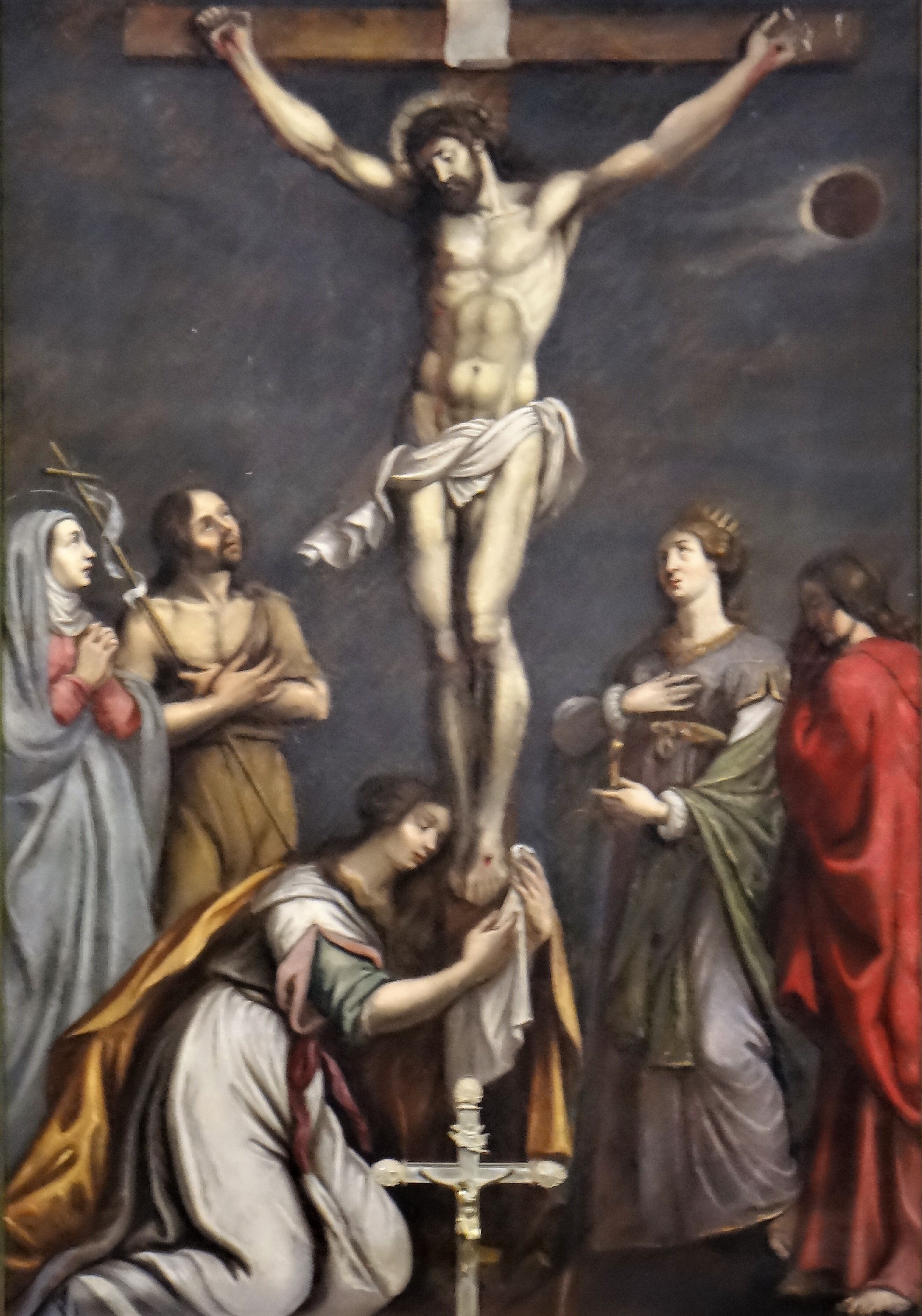
Crucifixion.
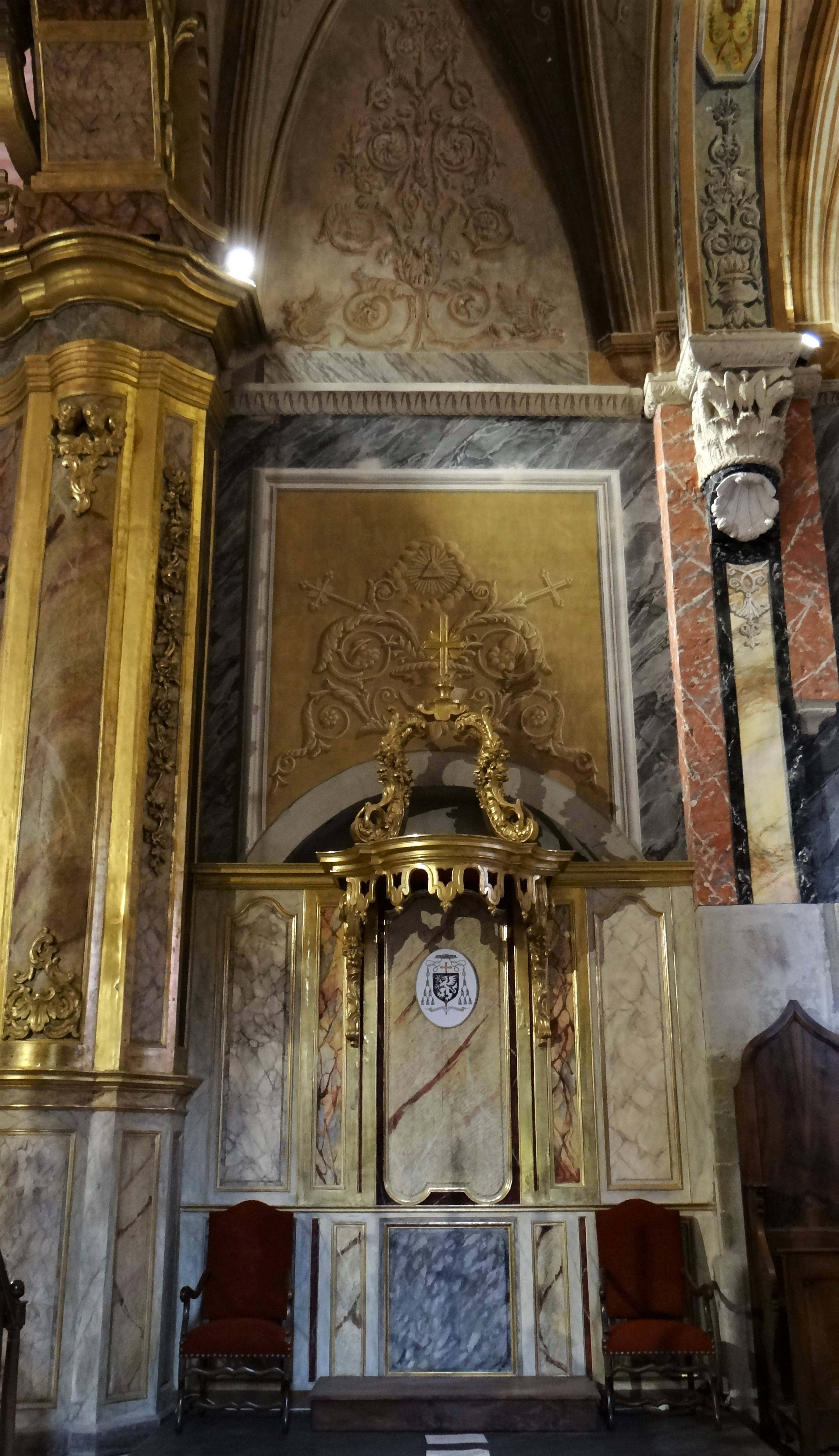
Emplacement du trône épiscopal.
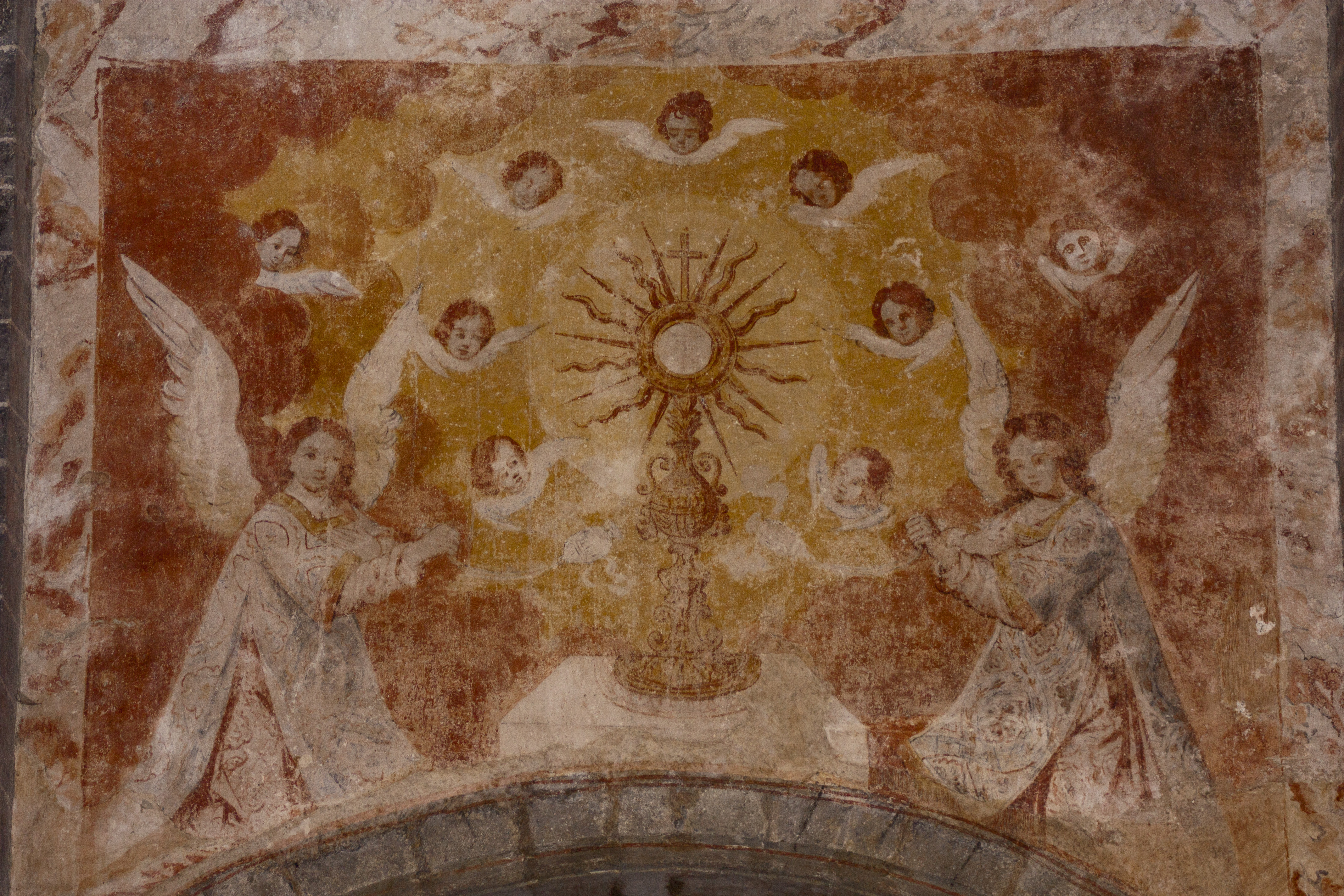
Peinture murale.

## Orgue

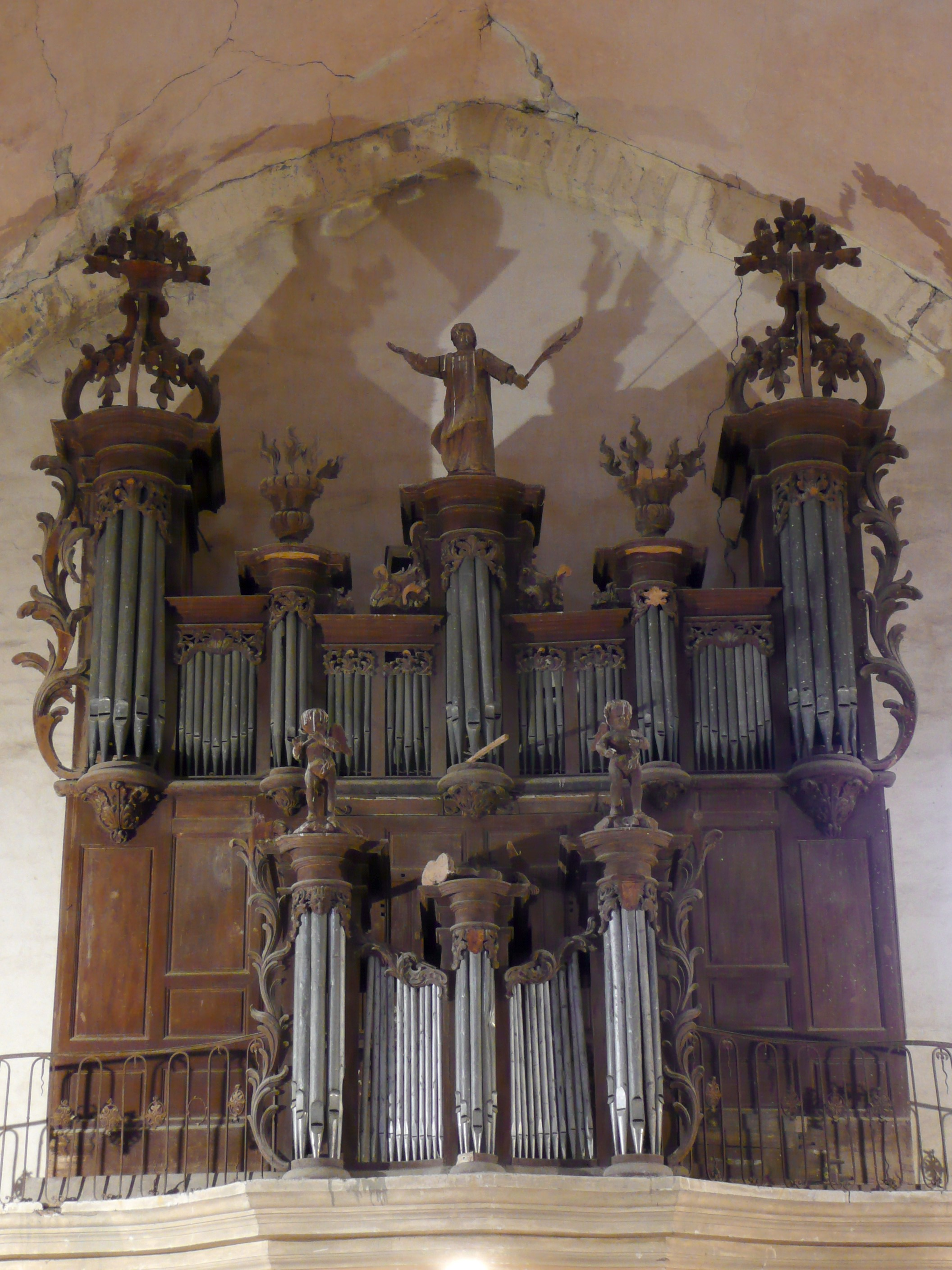
Orgue de tribune.

L'abbatiale possède un orgue placé sur une tribune contre le mur occidental. Il a été installé en 1740, par Pierre de Montbrun. Le contrat a été passé le 23 janvier 1739 par le chanoine syndic, G. Bardichon. La réception a été prononcée le 19 juin 1740.
En 1761, le chapitre demande à Jean-François Picard L'Épine une augmentation de l'orgue. Cette transformation impose une modification de la tribune. Ce travail a été confié au sculpteur Guillaume Rastouil, de Saint-Papoul. Il démonte et remonte le buffet en lui donnant plus de hauteur et en ajoutant un positif. Deux contrats ont été passés avec Jean-François Lépine, le 25 juillet 1761 et le 29 mars 1762 pour l'agrandissement de la pédale. Le contrat avec Guillaume Rastouil date du 28 juillet 1761.
L'orgue a subi des modifications au XIXe siècle non documentées.
L'orgue a été classé au titre des Monuments Historiques, le 16 août 1967 pour le buffet, et le 6 février 1975 pour la partie instrumentale.